# Filippo II di Savoia-Acaia
Filippo II di Savoia-Acaia, signore di Acaia (1340 – Avigliana, 21 dicembre 1368), fu pretendente alla Signoria del Piemonte e al Principato d'Acaia, dal 1367 alla sua morte, in quanto diseredato dal padre attorno al 1367 su pressione del conte Amedeo VI di Savoia (il Conte Verde).

## Origine
Filippo, secondo lo storico francese, Samuel Guichenon, nel suo Histoire généalogique de la royale maison de Savoie, era il figlio maschio primogenito di Giacomo, Signore del Piemonte e Principe di Acaia, e della sua seconda moglie, Sibilla Del Balzo (†1361), che, ancora secondo Samuel Guichenon, era figlia di Raimondo II, 10° signore di Baux e 2º conte di Avellino e vicario generale di Acaia (1264-1321) e di Etienette des Baux-Purycard.
Giacomo di Savoia-Acaia, secondo Samuel Guichenon, era il figlio maschio primogenito di Filippo I, signore del Piemonte e Principe di Acaia e della sua seconda moglie, Caterina de la Tour du Pin, che secondo il De Allobrogibus libri novem, era figlia di Umberto I del Viennois, barone de la Tour-du-Pin e delfino del Viennois e conte di Albon e di Anna di Borgogna, delfina del Viennois e contessa di Albon, contessa di Grenoble, di Oisans, di Briançon,  di Embrun e di Gap.
In occasione della sua nascita, Giacomo Albini, medico dei principi Acaia dal 1320, credette opportuno dettare le norme per la conservazione della salute della giovane famiglia, scrivendo il De sanitatis custodia .

## Biografia
All'età di sette anni, il 4 agosto 1346, suo padre, Giacomo, lo emancipò, come da documento n° XIV della Storia dei principi di Savoia del ramo d'Acaia, signori del Piemonte, Volume 2, nello stesso giorno in cui fu redatto, da rispettivi genitori il contratto di matrimonio tra Filippo e Maria di Ginevra; il documento Mariage de Philippe de Savoie viene riportato nelle Preuves de l'Histoire généalogique de la royale maison de Savoie di Samuel Guichenon.
Suo padre, Giacomo, pur essendo vassallo del conte Amedeo VI di Savoia, approfittò del passaggio in Italia dell'imperatore Carlo IV per cercare di allargare la sua autonomia, facendosi attribuire privilegi in precedenza riservati solo ai conti di Savoia e tra questi ottenne anche di poter tassare le merci che transitavano per i suoi domini, ed in particolare per l'allora fondamentale Strada di Francia (l'attuale corso Francia): perciò i mercanti fecero appello ad Amedeo VI, che intervenne; infatti Amedeo VI dichiarò il signore del Piemonte e principe di Acaia decaduto dai suoi titoli e mosse apertamente guerra contro di lui e occupò le sue terre. Giacomo, arroccatosi a Pinerolo, nel 1360, fu dichiarato traditore, venne catturato a Pinerolo e arrestato mentre il figlio ed erede, Filippo, si rifugiava ad Alessandria: la vittoria del conte di Savoia fu totale, e Giacomo ottenne la libertà tre anni dopo.
Dopo che suo padre, Giacomo, dopo essere stato rilasciato aveva fatto atto di sottomissione, anche Filippo, secondo la Storia dei principi di Savoia del ramo d'Acaia, signori del Piemonte, Volume 2, il 10 aprile 1364, rese omaggio ad Amedeo VI (domino Amedeo comite Sabaudie).
Il 16 maggio del 1366, suo padre, Giacomo, fece testamento, designando Filippo (Philippum eius filium) il figlio maschio primogenito, come suo erede.
In quello stesso periodo però, Filippo si alleò con il marchese Federico II di Saluzzo e i signori di Milano, Galeazzo II Visconti e Bernabò Visconti, per fare guerra al conte di Savoia Amedeo VI.
Con un documento del 25 aprile del 1367, Giacomo diseredò il figlio primogenito, Filippo (dominus Philippus de Sabaudia eius natus), definendolo ingrato e non meritevole (ingratus et immeritus); quindi fu costretto a destinare la successione solo ai figli avuti dalla sua terza moglie, i fratellastri di Filippo, Amedeo e Ludovico e perciò Filippo capeggiò una violenta ribellione. 
L'esercito del Conte Verde, che rinviò la sua partenza per la Grecia, però sconfisse facilmente le truppe di Filippo, che fu assediato a Fossano nell'agosto del 1368, dove egli venne catturato.
 Nel mese di settembre, la matrigna di Filippo, Margherita di Beaujeu, rivolse una supplica ad Amedeo VI, denunciando il comportamento di Filippo;
Amedeo VI, a sedguito di questa supplica decise di istruire un processo nei confronti del ribelle, che, il 27 settembre, fu ritenuto colpevole; Filippo fu imprigionato nel Castello di Avigliana, il documento n° XIII, datato 28 settembre, della Storia dei principi di Savoia del ramo d'Acaia, signori del Piemonte, Volume 2, lo dichiara carcerato, ed infine col documento n° XIV, datato 30 settembre Filippo venne privato del titolo di principe.
Non risulta una ufficiale condanna a morte.
Samuel Guichenon presume che sia morto all'inizio del 1369, senza poter affermare l'esatta causa della morte, ma riferendo le ipotesi di alcuni cronisti del Piemonte e della Lombardia, afferma che la causa della morte fosse da attribuire al dispiacere per l'essere stato privato dei titoli di suo padre oppure che fu annegato.
 
Le voci più accreditate dicono che la morte avvenne il 21 dicembre 1368 per annegamento nelle acque gelide del lago di Avigliana.
Una tradizione vuole che Filippo II sopravvivesse all'annegamento per intercessione del Beato Umberto di Savoia, grazie al medaglione a lui dedicato che portava sempre e che scappasse a Fatima in Spagna e morisse circa nel 1418.
Una leggenda vuole che il fantasma di Filippo II d'Acaia appaia periodicamente da quelle acque.

## Matrimonio e discendenza
Il 19 settembre 1362 Filippo aveva sposato Alix o Alice di Thoire-Villars (figlia d'Umberto VI di Thoire-Villars e di Beatrice di Chalon e morta nel 1412). Il contratto di matrimonio si trova nei documenti degli Archivi di Stato:.
Filippo da Alice non ebbe figli.
Ebbe probabilmente una figlia, Umberta, Suor Filippa de Storgi.

## Ascendenza
|                             |                      |                        | Genitori                     |  |  | Nonni |  |  | Bisnonni              |  |  | Trisnonni            |  |
|                             |                      |                        |                              |  |  |       |  |  | Tommaso III di Savoia |  |  | Tommaso II di Savoia |  |
|                             |                      |                        |                              |  |  |       |  |  | Tommaso III di Savoia |  |  | Tommaso II di Savoia |  |
|                             |                      | Beatrice Fieschi       |                              |  |  |       |  |  | Tommaso III di Savoia |  |  |                      |  |
| Filippo I di Savoia-Acaia   |                      |                        |                              |  |  |       |  |  | Tommaso III di Savoia |  |  |                      |  |
|                             |                      | Guya di Borgogna       | Ugo di Châlon                |  |  |       |  |  |                       |  |  |                      |  |
|                             |                      | Guya di Borgogna       | Ugo di Châlon                |  |  |       |  |  |                       |  |  |                      |  |
|                             |                      | Guya di Borgogna       | Adelaide I di Borgogna       |  |  |       |  |  |                       |  |  |                      |  |
| Giacomo di Savoia-Acaia     |                      | Guya di Borgogna       |                              |  |  |       |  |  |                       |  |  |                      |  |
|                             |                      | Umberto I del Viennois | Alberto IV de la Tour du Pin |  |  |       |  |  |                       |  |  |                      |  |
|                             |                      | Umberto I del Viennois | Alberto IV de la Tour du Pin |  |  |       |  |  |                       |  |  |                      |  |
|                             |                      | Umberto I del Viennois | Beatrice di Coligny          |  |  |       |  |  |                       |  |  |                      |  |
| Caterina de la Tour du Pin  |                      | Umberto I del Viennois |                              |  |  |       |  |  |                       |  |  |                      |  |
|                             |                      | Anna di Borgogna       | Ghigo VII del Viennois       |  |  |       |  |  |                       |  |  |                      |  |
|                             |                      | Anna di Borgogna       | Ghigo VII del Viennois       |  |  |       |  |  |                       |  |  |                      |  |
|                             |                      | Anna di Borgogna       | Beatrice di Faucigny         |  |  |       |  |  |                       |  |  |                      |  |
| Filippo II di Savoia-Acaia  |                      | Anna di Borgogna       |                              |  |  |       |  |  |                       |  |  |                      |  |
|                             | Bertrando II di Baux | Barral di Baux         |                              |  |  |       |  |  |                       |  |  |                      |  |
|                             | Bertrando II di Baux | Barral di Baux         |                              |  |  |       |  |  |                       |  |  |                      |  |
|                             | Bertrando II di Baux | Sibilla d'Anduze       |                              |  |  |       |  |  |                       |  |  |                      |  |
| Raimondo II di Baux         | Bertrando II di Baux |                        |                              |  |  |       |  |  |                       |  |  |                      |  |
|                             |                      | Filippina di Poitiers  | …                            |  |  |       |  |  |                       |  |  |                      |  |
|                             |                      | Filippina di Poitiers  | …                            |  |  |       |  |  |                       |  |  |                      |  |
|                             |                      | Filippina di Poitiers  | …                            |  |  |       |  |  |                       |  |  |                      |  |
| Sibilla Del Balzo           |                      | Filippina di Poitiers  |                              |  |  |       |  |  |                       |  |  |                      |  |
|                             |                      | …                      | …                            |  |  |       |  |  |                       |  |  |                      |  |
|                             |                      | …                      | …                            |  |  |       |  |  |                       |  |  |                      |  |
|                             |                      | …                      | …                            |  |  |       |  |  |                       |  |  |                      |  |
| Etienette des Baux-Purycard |                      | …                      |                              |  |  |       |  |  |                       |  |  |                      |  |
|                             |                      | …                      | …                            |  |  |       |  |  |                       |  |  |                      |  |
|                             |                      | …                      | …                            |  |  |       |  |  |                       |  |  |                      |  |
|                             |                      | …                      | …                            |  |  |       |  |  |                       |  |  |                      |  |
|                             |                      | …                      |                              |  |  |       |  |  |                       |  |  |                      |  |

### Fonti primarie
- (LA)  De Allobrogibus libri novem.
- (LA)  Preuves de l'Histoire généalogique de la royale maison de Savoie, justifiée par titres, .par Guichenon, Samuel
- (LA)  Storia dei principi di Savoia del ramo d'Acaia, signori del Piemonte, Volume 2

### Letteratura storiografica
- (FR)  Histoire généalogique de la royale maison de Savoie, justifiée par titres, ..par Guichenon, Samuel
- (FR)  Histoire de la Maison de Savoie
- (FR)  Preuves de l'Histoire généalogique de la royale maison de Savoie, justifiée par titres, .par Guichenon, Samuel
- (IT)  Sezione Corte -> Matrimoni Real Casa di Savoia in Materie politiche per rapporto all'interno [Inventario n. 102 -> Matrimoni  -> Mazzo 6.2] Archiviato il 18 ottobre 2021 in Internet Archive.